# Rinorea angustifolia
Rinorea angustifolia är en violväxtart. Rinorea angustifolia ingår i släktet Rinorea och familjen violväxter.

## Underarter
Arten delas in i följande underarter:
- R. a. albersii
- R. a. angustifolia
- R. a. ardisiiflora
- R. a. engleriana
- R. a. natalensis